# Music Hall Center for the Performing Arts
El Music Hall Center for Performing Arts es un teatro de 1.731 asientos ubicado en el distrito de teatros de la ciudad en 350 Madison Street en el Downtown de Detroit, Míchigan. Fue construido en 1928 como el Teatro Wilson, designado Sitio Histórico del Estado de Míchigan en 1976 y fue incluido en el Registro Nacional de Lugares Históricos en 1977.

## Historia
John Francis Dodge y su hermano Horace fueron inverscionistas originales en Ford Motor Company que vendieron su participación a Henry Ford y establecieron su propia empresa, Dodge Motor Company, en 1914. Ambos hermanos murieron en 1920 y sus esposas heredaron sus fortunas.
Matilda Dodge Wilson, la viuda de John, casada en 1925 con Alfred Wilson, estaba interesada en las producciones teatrales y decidió usar parte de su fortuna para construir un lugar en Detroit que sirviera como hogar de una compañía de repertorio y para albergar a artistas de Broadway en gira. Contrató a la destacada firma de arquitectos de Detroit de Smith, Hinchman & Grylls, quien asignó a William Kapp para diseñar el edificio y gastó 1,5 millones de dólares en la construcción. En el momento de su inauguración en 1928, el edificio recibió el nombre de Teatro Wilson.
Durante la Gran Depresión, la Orquesta Sinfónica de Detroit, con problemas de liquidez, no pudo mantener su propio edificio, Orchestra Hall, y tocó en varios otros lugares de la ciudad. En 1946, la orquesta se mudó al Wilson Theatre, renombrándolo como Detroit Music Hall. La sinfonía partió hacia el auditorio Ford recién construido en 1956, y el edificio se usó para otros fines, especialmente una sala de cine que mostraba películas de Cinerama.
En 1971, Music Hall se convirtió en el hogar del incipiente Teatro de la Ópera de Míchigan. La compañía de ópera organizó la mayoría de sus producciones aquí durante la temporada de 1984.
Los esfuerzos de restauración comenzaron en 1973 y continuaron durante varios años. En 1974, el lugar pasó a llamarse Centro de Artes Escénicas Music Hall. Actualmente es el único lugar en Detroit construido expresamente para presentar actuaciones en vivo.
El teatro fue agregado al Registro de Lugares Históricos de Míchigan en 1976 y al Registro Nacional de Lugares Históricos en 1977. Un marcador histórico del Estado de Míchigan fue colocado en la entrada en 1978.

## Edificio
Kapp diseñó el Wilson Theatre de seis pisos en estilo art déco. La fachada de Madison Street está decorada con ladrillos de color naranja y tostado con tejas Pewabic y detalles en piedra. La fachada superior está dividida en siete tramos por pilares cubiertos de piedra que están coronados con máscaras teatrales de terracota. En cada uno de los cinco tramos centrales hay dos ventanas separadas por un muelle más estrecho. Las bahías finales tienen solo una ventana. El parapeto cuenta con teja Pewabic coral y verde en forma de cuadrifolio y la fachada a nivel de calle se ha cubierto con travertino con mármol verde en la base.
El interior original fue diseñado en estilo renacentista español y tenía capacidad para 1.800 personas. El salón del nivel inferior presentaba un bar incorporado entre sus comodidades.